# Poveste trăsnită de Crăciun
Poveste trăsnită de Crăciun (titlu original: Scrooged) este un film de Crăciun american din 1988 regizat și produs de Richard Donner. Rolurile principale au fost interpretate de actorii Bill Murray, Robert Mitchum. Filmul este o interpretare modernă, plină de umor negru, a poveștii lui Dickens, cu un producător TV jucat de Bill Murray.

## Prezentare
Frank Cross (Bill Murray) conduce un post de televiziune din SUA care planifică o adaptare live a Colindei de Crăciun de Charles Dickens. Copilăria lui Frank nu a fost una deosebit de plăcută, prin urmare el nu a apreciat niciodată cu adevărat spiritul Crăciunului. Cu ajutorul vizitelor fantomelor Crăciunului trecut, Crăciunului prezent și Crăciunului viitor, Frank își dă seama că trebuie să se schimbe.

## Distribuție
- Bill Murray - Francis Xavier "Frank" Cross
- Karen Allen - Claire Phillips
- John Forsythe - Lew Hayward
- John Glover - Brice Cummings
- Bobcat Goldthwait - Eliot Loudermilk
- David Johansen - Ghost of Christmas Past
- Carol Kane - Ghost of Christmas Present
- Robert Mitchum - Preston Rhinelander
- Nicholas Phillips - Calvin Cooley
- Michael J. Pollard - Herman
- Alfre Woodard - Grace Cooley
- Mabel King - Gramma
- John Murray - James Cross
- Wendie Malick -  Wendie Cross
- Brian Doyle-Murray - dl. Cross, tatăl lui Frank și James
- Joel Murray - Invitat

### Roluricameo
- Jamie Farr - Rolul său / Jacob Marley
- Buddy Hackett - Rolul său / Ebenezer Scrooge
- Robert Goulet - Rolul său
- John Houseman - Rolul său
- Lee Majors - Rolul său
- Mary Lou Retton - Rolul său / Tiny Tim
- Maria Riva - Dna. Rhinelander
- Miles Davis, Larry Carlton, David Sanborn și Paul Shaffer ca muzicieni de pe stradă

## Coloană sonoră
A&M Records a lansat coloana sonoră a filmului Scrooged în 1989. Conține 9 cântece.
| Track listing |                                                           |                                              |                                                                       |         |  |
| Nr.           | Titlu                                                     | Autor(i)                                     | Artist                                                                | Lungime |  |
| 1.            | „Put a Little Love in Your Heart”                         | Jackie DeShannon, Randy Myers, Jimmy Holiday | Annie Lennox & Al Green                                               | 3:48    |  |
| 2.            | „A Wonderful Life”                                        | Judson Spence, Monroe Jones                  | Mark Lennon                                                           | 4:19    |  |
| 3.            | „Sweetest Thing”                                          | U2                                           | New Voices of Freedom featuring Adriane McDonald & George Pendergrass | 4:12    |  |
| 4.            | „The Love You Take”                                       | Dan Hartman                                  | Dan Hartman & Denise Lopez                                            | 4:21    |  |
| 5.            | „Get Up 'n' Dance”                                        | L. Mallison, Mohandas Dewese, R. Isaacs      | Kool Moe Dee                                                          | 4:09    |  |
| 6.            | „We Three Kings of Orient Are”                            | John Henry Hopkins, Jr.                      | Miles Davis, Larry Carlton, David Sanborn & Paul Shaffer              | 4:43    |  |
| 7.            | „Christmas Must Be Tonight”                               | Robbie Robertson                             | Robbie Robertson                                                      | 4:51    |  |
| 8.            | „Brown Eyed Girl”                                         | Van Morrison                                 | Buster Poindexter                                                     | 3:34    |  |
| 9.            | „The Christmas Song (Chestnuts Roasting on an Open Fire)” | Mel Tormé, Robert Wells                      | Natalie Cole                                                          | 3:53    |  |

## Vezi și
- Scrooge
- A Very Murray Christmas (2015)